# Hennadij Medvedjev
Hennadij Mykolajovič Medvedjev (in ucraino Геннадій Миколайович Медведєв?, traslitterazione anglosassone Hennadiy Medvedyev; Kiev, 7 febbraio 1975) è un ex calciatore ucraino, di ruolo difensore.